# Campeonato Maranhense 1997
In 1997 werd het 78ste Campeonato Maranhense gespeeld voor voetbalclubs uit Braziliaanse staat Maranhão. De competitie werd georganiseerd door de FMF en werd gespeeld van 18 mei tot 14 december. Sampaio Corrêa werd kampioen. 

## Eerste fase

### Groep São Luís
De winnaar krijgt één bonuspunt in de tweede fase.
|                 |           |       |                |  |
| 15 oktober Heen | Moto Club | 1 – 0 | Sampaio Corrêa |  |
| 15 oktober Heen |           |       |                |  |

|                  |                |       |           |  |
| 5 november Terug | Sampaio Corrêa | 0 – 1 | Moto Club |  |
| 5 november Terug |                |       |           |  |

### Groep Interior
| Plaats | Club       | Wed. | W | G | V | Saldo | Ptn. |
| ------ | ---------- | ---- | - | - | - | ----- | ---- |
| 1.     | Imperatriz | 6    | 3 | 2 | 1 | 8:4   | 11   |
| 2.     | Caxiense   | 6    | 3 | 2 | 1 | 11:8  | 11   |
| 3.     | Bacabal    | 6    | 1 | 3 | 2 | 8:12  | 6    |
| 4.     | Tocantins  | 6    | 0 | 3 | 3 | 3:6   | 3    |

|  | Geplaatst voor tweede fase en krijgt daar één bonuspunt |
|  | Geplaatst voor tweede fase                              |

## Tweede fase
Na twee wedstrijden trokken Imperatriz en Caxiense zich terug uit de competitie en speelden Sampaio Corrêa en Moto Club nog de finale om de titel.
| Plaats | Club           | Wed. | W | G | V | Saldo | Ptn. |
| ------ | -------------- | ---- | - | - | - | ----- | ---- |
| 1.     | Moto Club      | 2    | 2 | 0 | 0 | 4:0   | 7    |
| 2.     | Imperatriz     | 0    | 0 | 0 | 0 | 0:0   | 1    |
| 3.     | Sampaio Corrêa | 0    | 0 | 0 | 0 | 0:0   | 0    |
| 4.     | Caxiense       | 2    | 0 | 0 | 2 | 0:4   | 0    |

## Finale
|                             |           |       |                |  |
| 7 december Eerste wedstrijd | Moto Club | 1 – 0 | Sampaio Corrêa |  |
| 7 december Eerste wedstrijd |           |       |                |  |

|                              |                |       |           |  |
| 10 december Tweede wedstrijd | Sampaio Corrêa | 2 – 1 | Moto Club |  |
| 10 december Tweede wedstrijd |                |       |           |  |

|                             |                |       |           |  |
| 14 december Derde wedstrijd | Sampaio Corrêa | 2 – 0 | Moto Club |  |
| 14 december Derde wedstrijd |                |       |           |  |

### Kampioen
| Campeonato Maranhense de 1997       |
| Maranhão                            |
| ----------------------------------- |
| SAMPAIO CORRÊA Kampioen (25° titel) |